# Heureta cirrhodora
Heureta cirrhodora är en fjärilsart som beskrevs av Edward Meyrick 1915. Heureta cirrhodora ingår i släktet Heureta och familjen plattmalar. Inga underarter finns listade i Catalogue of Life.